# كلية رويال ناشونال كوليدج للمكفوفين

كلية رويال ناشونال الكوليدج للمكفوفين
أسست عام 1871
التصنيف تعليم ما بعد الثانوي
تحت رئاسة جيسيكا وايت
الرئيس التنفيذي شيلا تولِن
الإدارة تضم 175 أستاذًا و 56طالبًا
عدد الطلاب بلغ 196 (في عام 2008)
موجودة في هيرفورد, المملكة المتحدة

تقع كلية رويال ناشونال كوليدج للمكفوفين للتعليم ما بعد الثانوي... في مدينة هيرفورد الإنجليزية، وتضم الطلاب من كلا الجنسين مع إقامتهم فيها. فطلابها هم من المكفوفين تمامًا أو من ضعاف البصر. فبإمكانهم هناك أن يتلقوا ويتعلموا محموعة واسعة من المهارات مثل اللغة الإنجيزية والرياضيات بالإضافة إلى الموضوعات المهنية مثل الفنون المسرحية. وإلى جانب الموضوعات الاعتيادية للتعليم الإضافي (التعليم ما بعد الثانوي) وكذلك التدريب المهني، فإن هذه الكلية تقدم برامج تدريبية في الاعتماد على النفس وتنمية الشخصية. ووفي عام 2008, بلغ عدد الطلاب في هذه الكلية 196 طالبًا تبدأ أعمارهم من 16 عامًا فصاعدًا.
و كانت هذه الكلية تمارس نشاطها في عدد من المنازل قبل أن يُنشا لها حرم جامعي في مدينة هيرفورد. وفي عام 1871 أُسست هذه الكلية تحت اسم «ذا رويال نورمال كوليدج آند أكاديمي فور ذا بلاند» (كلية وأكاديمية رويال نورمال للمكفوفين), وغُيِرَ اسمها في أواخر السبعينيات من القرن الماضي لتُعرف باسم «رويال ناشونال الكوليدج للمكفوفين». تعد هذه الكلية من الكليات الرائدة في مجال تعليم المكفوفين في بريطانيا منذ العصر الفكتوري، ولكنها منذ عام 2010 وهي تعد الكلية الوحيدة التي تُعنى بتعليم المكفوفين في المملكة المتحدة التي كُرِمت بحصولها على الدرحة التنويرية (بيكن ستيتس), اعترافًا بجدارتها في التدريس. تعتبر كلية رويال ناشونال الكوليدج للمكفوفين المعقل الأول لأكاديمية كرة القدم لضعاف البصر وفريق إنجلترا لكرة القدم من المكفوفين. وقد استضافت الكلية في عام 2010 البطولة العالمية لكرة القدم للمكفوفين. كما تساهم الكلية بقوة في تطوير المعدات التكنولوجية لتساعد المكفوفين في حياتهم اليومية. ومن الأجهزة الأكثر تطورًا التي كان للكلية دور في تطوريها جهازي «ماونتباتن بريلر» وهو جهاز إلكتروني يستخدم طريقة بريل، وأما الأخر فهو جهاز تي ثري (RCN), وهو جهاز ناطق ويعمل باللمس الذي من شأنه أن يساعد في قراءة الخرائط والرسوم البيانية.
و لقد كانت الفترة الأخيرة من العقد الأول للقرن 21 مَدعاةً للجدل في تاريخ هذه الكلية، لما شهدته من إعادة تشكيل الإدارات وتغيرٍ في المناهج الدراسية المقدمة للطلاب فضلا عن عمليات التطوير والتحديث الكبيرة في الحرم الجامعي بهيرفورد. والحرم الجامعي الذي يقع في شارع كوليدج رود في مخدينة هيرفورد به منازل تستخدم لأغراض التدريس والإقامة وتستخدم أيضا كمرافق ترفيهية. الطلاب يمكنهم النوم في الأماكن المخصصة لذلك ويمكنهم أيضًا النوم في المنازل الموجودة بالحرم الجامعي، التي تجعلهم يكتسبون قدرًا من مهرات الاعتماد على النفس داخل نطاق الكلية. كما قامت الكلية ببناء منشأةٍ ترفيهيةٍ تعرف باسم «بوينت فور» وهي مفتوحة للعامة أيضًا. بالإضافة إلى أن أعمال المؤسسة الخيرية الوطنية «بلايند آرت» تقع هناك. وتشغل شيلا تولِن منصب الرئيس التنفيذي للكلية وكان ذلك اعتبارًا من 2012, حيث تسلمت المنصب من أسلافها في سبتمبر عام 2011.
الكلية هي مؤسسة خيرية مسجلة تحت رعاية الأمير تشارلز أمير ويلز. كما يوجد أيضًا عدد أخر من الداعمين الأغنياء والباريزين. ومن بين خريجي هذه الكلية هناك أُناس مشهورون فمثلا من بينهم وزير الداخلية السابق ديفيد بلانكيت.في عام 2007 كانت الكلية مادة سلسلة الأفلام الوثائقية لبرنامج «كاتنج إيدج» التابع للقناة الرابعة البريطانية، والذي سرد وتتبع حياة ثلاثة طلاب منذ بداية أول فصل دراسي لهم. ولقد حاز الفلم على جائزة «الجمعية الملكية للتلفزيون» عام 2008.

## التاريخ

### العهد السابق للكلية

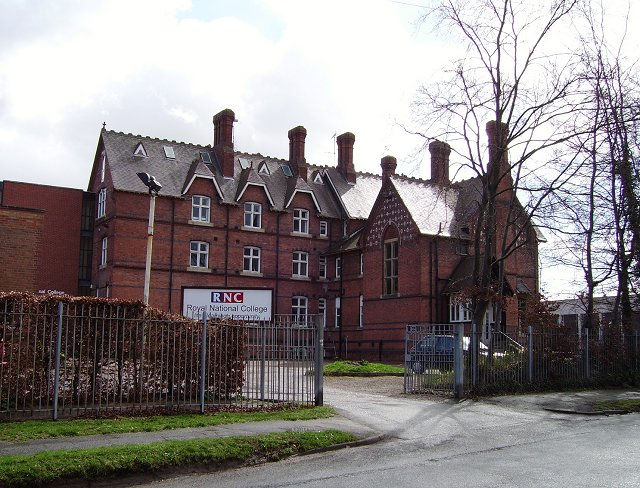
رويال ناشونال كوليدج للمكفوفين

تأسست كلية رويال ناشونال كوليدج للمكفوفين عام 1817 على يد الإنجليزي توماس رودس أرميتاج الفاعل للأعمال الخيرية وعلى يد الأمريكي والداعية لمناهضة الرق والعبودية فرانسيس جوزيف كامبل، الذي فقد بصره في صباه. في الوقت الذي كانت لا توفر فيه المدارس الإنجليزية للمكفوفين المهارات الكافية لطلابها ليعتمدوا على أنفسهم، وشعوره بعدم الرضا حيال هذا الأمر، كان حلم أرميتاج هو إنشاء مدرسة ينصب اهتمامها على الموسيقى، والتي ستؤهل طلابها ليشغلوا مهام مثل عازفي الأورج وعازفي بيانو ومدرسي موسيقى.
و مع قدوم التبرعات بقيمة 3,000 جنيهًا استرلينيًا، الْتَحقَ أول طالبين بالكلية في 1 مارس \آذار عام 1872. وكانت الملكة فكتوريا هي أول راعية للكلية و  كان العديد من أفراد عائلتها الباريزن كانوا نوابًأ لها. ومن يبنهم من أصبح من مدراء الكلية مثل دوق وستمنستر واللورد شافتسبري، واللورد لتشفيلد، ورايت هون، ودبليو سميث عضو البرلمان. وعنما أسست الكلية كانت تحت اسم «ذا رويال نورمال كوليدج آند أكاديمي فور ذا بلاند» (كلية وأكاديمية رويال نورمال للمكفوفين), وكلمة «نورمال» هي تعبير أمريكي يدل على أن الكلية ستعمل على تدريب المعلمين، حيث إن كامل قد استدعى العديد من طاقم معلميه في الولايات المتحدة.
في بادئ الأمر، كان منزلان صغيران موجودان في منطقة آنرلي هيل يالقرب من كريستال بالاس في لندن هما ما مثَّلا مقر الكلية آنذاك، وقد انتقل مقرها فيما بعد إلى مكان أكبر في وِستو ستريت (شارع وِستو) في منطقة أبر نوروود بعد الإطراد السريع في مبانيها الأصلية.
وكانت الكلية في أول زمانها تتسم باتباع منهج التدريج والتجريب في التعليم. ولقد وُصِفَت مناهج الكلية على موقعها الإلكتروني بأنها «مناهج عقلية ومتقدمة ومواكبة للعصر», وتركز على الأنشطة الفزيائية من السباحة وركوب الدراجات والتزلج بركوب الباتيناج. وإذا ما أثلجت السماء بغزارة ذات ليلة، تكون هناك فرصة أمام الطلاب ليتزلجوا في الصباح. وعند انتهاء القرن 19 وصل عدد طلاب الكلية إلى 200 طالب. كانت أعمار الطلبة المقبولين في الكلية حتى الحرب العالمية الثانية تتراوح ما بين 11 إلى 15 عامًا. ولكن في عام 1945 فقد توصل مدير كلية ووستر كوليدج للمكفوفين ونظيره في كلية رويال كوليدج للمكفوفين إلى اتفاقية تفيد بأن تتولى ووستر مرحلة التعليم الثانوي وتقوم رويال كوليدج بقبول الطلاب فوق 16 عامًا.
شغل فرانسيس جوزيف كامبل منصب مدير الكلية من عام 1871 وحتى تقاعده عام 1912, وذلك فضلًا عن كونه أحد مؤسسيها. ولقد منحه الملك إدوارد السابع عام 1909 بلقب الفارس نظير خدماته لمساعدة المكفوفين. وخلفه في منصبه ابنه جي مارشال كامبل. وعقب وفاة جي في عام 1929 تولت أرملته لوي بيلبي كامبل المنصب. وخرج منصب الإدارة من عائلة كامبل لأول مرة بتقاعد بيبلي كامل في عام 1934.

### تغير المكان

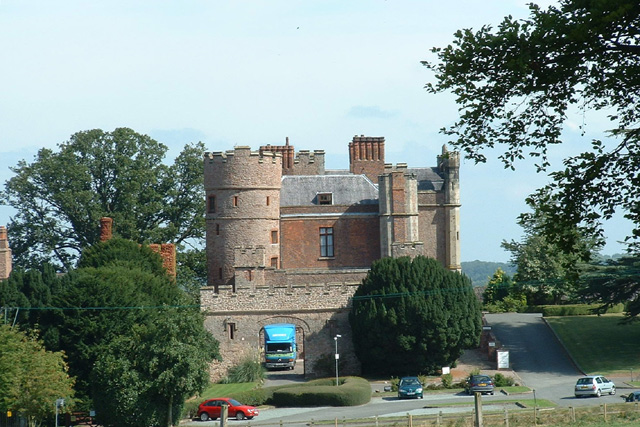
روتن كاسل (قلعة روتن), بالقرب من شروزبري, شروبشر, عام 2005. انتقلت هذه الكلية لمدينة روتن في أثناء الحرب العالمية الثانية وظلت هناك حتى أواخر سبعينيات القرن العشرين.

لقد شهد القرن العشرون انتقال مقر الكلية لعدة مرات قبل أن تستقر الكلية والحرم الجامعي في مدينة هيرفوردالأن. أول هذه التنقلات كان في بداية الحرب العالمية الثانية، عندما أُخْلِيَ مقر الكلية في لندن ونُقِلَ إلى قصر يعرف باسم «جريت ميثم» (قصر ميثم العظيم) في مدينة رولفندن في غرب مدينة كِنت. ولأن البلاد كانت تحت تهديد الغزو الألماني، فقد اقترحت السلطات بنقل مقر الكلية مرة أخرى. وفي خلال 24 ساعة وبمساعدة الجمعية الملكية للمكفوفين في لندن، قد عُثِرَ على منزل مؤقت للكلية في مدينة في دورتون بالقرب من أيليسبري، باكينجهامشير. وحينها كان معظم الطلاب في إجازة، وعلى الرغم من ذلك، فإن ثلاثون طالبًا قد ظلوا في الكلية مع العديد من أعضاء هيئة التدريس.
و لم تعد الكلية إلى مقرها الأول في لندن في نوروود- والذي تحول إلى مستشفى بعدما نُقِلَت الكلية لمدينة كنت- لتعرضه للقصف في الحرب عام 1940, وقد استحوذت عليه السلطات فيما بعد. ولقد اضطُرِّت الكلية إلى أن توقف عملها لحين عثورها على منزل ومقر جديد ودائم. لكنها في عام 1941 قد اشترت الكلية مبنىً جديدا في روتن كاسل (قلعة كاسل) باقرب من شروزبري واستقرت الكلية هناك. هذه القلعة قد بُنِيَت في القرن السابع عشر، وتيلغ مساحتها 17 فدانًا (69,000 متر مربع) وتقع على بعد 6 أميال (10 كيلومتر) غرب شروزبري. وهذه القلعة كانت ذا مساحة محدودة، وظلت الكلية طوال فترة بقائها في شروزبري تقوم بشراء مبانٍ أخرى حول المدينة. ففي عام 1955 قامت الكلية بشراء أولبرايتن هول التي تبعد مسافة 3 أميال (5 كيلومترات) عن شروزبري، وقد خُصِصَت للسُكنى وأيضًا لتدريب الطلاب الذكور، في حين أن هاردي هاوس خُصِصَت لإقامة الطالبات عام 1958. ولقد تأثرت خطط توسيع مقر الكلية في روتن بشكل بالغ يعد أن اشتعلت النيران في معظم المباني وأتلفت 34 آلة بيانو وأورج. وحين قام أحد الطلاب بإطلاق جرس الإنذار، أُفْرِغَ المبنى من باقي الطلاب حرصًأ على سلامتهم. ولقد تمكنت الكلية من تكملة برنامجها التدريبي بعد أن استضاف معهد هينشو للمكفوفين الطلاب والمعلمين بشكل مؤقت.
و بقي مقر الكلية في شروبشير لعدة سنوات لحين أن وجدت الكلية عام 1978 مقرًا مناسبًا، الذي مَكَّنَ الكلية من جمع مكان التعليم ومكان الإقامة في حرمٍ واحد، وعندها انتقلت الكلية لمقرها الحالي في هيرفورد. هذا الموقع كان في السابق الحرم الجامعي لكلية التربية التابعة لهيرفورد«هيرفورد كوليدج فور إديوكيشن» والتي كانت في السابق كليةَ لتدريب المعلمين.و لقد أُطلِقَ اسم «رويال ناشونال كوليدج للمكفوفين» على الكلية في نفس العام. ولقد افْتُتِحَتْ الكلية رسميًا في مقرها بحضور الأمير تشارلز، الذي حضر إلى هناك مستقلًا طائرة مروحية (هليكوبتر) ليفتتح مراسم الحفل في عام 1979.

### هيرفورد

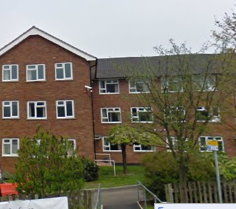
دوديل هول (قاعة دوديل) هي واحدة من أماكن الإقامة التابعة للكلية و التي قد وُسِّعَت مرافقها في أول الألفينيات.

و في بداية الألفينيات خضغت أماكن الإقامة في الكلية لعمليات توسعة بتكلفة 1.5 مليون جنيهًا استرلينيًا. في سيتينيات القرن العشرين وعندما كانت الكلية تقوم بتدريب المعلمين كانت أماكن الإقامة هذه مبنية بالفعل، ولقد وُسِّعت وطُوِّرت لتشمل مرافق أخرى حديثة مثل غرف نوم أوسع للطلاب ملحقة بحمامات داخلية وأماكن مخصصة للتلفاز والكومبوتر، كما طُوِّرت أيضًا أماكن للجلوس والترفيه.
و أعلنت الكلية في عام 2006 عن قيامها بعملية توسيع شاملة، والتي قد شملت على أماكن جديدة للإقامة، وأماكن لممارسة الرياضة، وأماكن للعلاج، وملاعب رياضية جديدة مكشوفة ومضاءة. هذه الملاعب المطورة هي الأرض التي قد كانت ستشهدت البطولة العالمية كرة القدم للمكفوفين عام 2010, ولزم مبلغ قدره 21.5 مليون جنيه استرليني لتطويرها. ولجمع الأموال اللازمة لاستكمال المشروع، فقد أُطلقت الحملات لجمع تبرعات تصل إلى 10 ملايين جنيه استرليني تحت شعار «بناء مستقبل مشرق», وبدأت أعمال البناء في صيف عام 2007. وأُطلِق اسم «ذا بوينت فور» على هذا المجمع. والذي تتضمن حانة صغيرة وقاعاة للمؤتمرات، وافتتحه رسميًا ديس كيلي مقدم بي بي سي الرياضية وكاتب عمود في صحيفة «ديلي ميل» في 24 مايو\ حيزيران عام 2009. وفي عام 2008 قد رُشِّحَت الكلية لتكون واحدة من الأماكن لتقام فيها الألعاب الأوليمبية للمعاقين في عام 2012, وخَلُصَتْ إلى أن أصبحت معسكرًا يتدرب فيه المشاركون في الألعاب الأوليمبية.
في عام 2007 كانت الكلية مادة سلسلة الأفلام الوثائقية لبرنامج «كاتنج إيدج» التابع للقناة الرابعة البريطانية، والذي سرد وتتبع حياة ثلاثة طلاب (و هم ستيف ماركهام ودانيال انجوس وسيلينا ليت) خلال الفصل الدراسي الأول. ويناقش الفيلم محاولتهم الفردية للاعتماد على أنفسهم بشكل أكبر فيما يواجهون عقبات خاصة لكونهم مكفوفين أو ضعاف البصر، كما يتناول الفيلم كيفية تعاملهم مع الموضوعات اليومية التي تشغل بال المراهقين أمثالهم مثل الجنس والعلاقات وإقامة الحفلات والتخطيط لمستقبلهم بعد التخرج. وأُذيع هذا الوثائقي «قضايا شباب المكفوفين» في 30 إبريل \ نيسان عام 2007 وفاز بجائزة «الجمعية الملكية للتلفزيون» قُدِّمت للقناة الرابعة وفريق برنامج «كاتنج إيدج» في عام 2008.
و في سبتمبر\ أيلول 2009 أصبحت الكلية المقر الدائم لأعمال المؤسسة الخيرية الوطنية «بلايند آرت», وهي عبارة عن مجموعة من اللوحات والمنحوتات والمجسمات وغيرها من الأعمال الفنية المصممة لإشراك جميع الحواس ولتوفير سبل كثيرة تمكن ضعاف البصر أو المكفوفين من الرسم وإنتاج الأعمال الفنية. وأعلنت الكلية في نوفمبر \ تشرين ثاني من العام نفسه، أنه يتوجب عليها إرسال ثلث طلابها إلى منازلهم عقب تفشي مرض أنفلونزا الخنازير في الكلية. وفي الفترة من 2009 وحتى 2010 عقب الهطول الغزير للثلوج، تحولت مرافق الكلية الرياضية إلى مكانٍ يتدرب فيه فريق هيرفورد المتحد لصعوبة التدرب في استاد إدجر ستريت بسبب سوء الأحوال الجوية.
و في يناير \ كانون الثاني لعام 2010 ظهر طالبان من طلاب الكلية في إحدى حلقات البرنامج المسلسل «كيف تكون جميلًا حتى من دون ثياب» التابع للقناة الرابعة البريطانية مع خبير الأزياء جوك وان، حيث أُخذت بضعة لقطات وصور لهذين الطالبين. ويهدف هذا البرنامج إلى إلقاء الضوء على قضايا الاعتماد على النفس التي يواجهها الأشخاص من ذوي الإعاقات. ولقد حصلت الكلية في فبراير \ شباط من العام نفسه على منحة قدرها 90,000 جنيه استرليني من مؤسسة «تطوير التعليم والمهارات» غير الهادفة للربح، لكي يُقام في الكلية ستوديو خاص بالموسيقى والفيديو حتى يتسنى للفرق الموسيقية من إنتاج وتسجيل الموسيقى وعرض أعمالهم.
و لقد احتفلت الكلية بالذكرى 140 لوجودها في مارس \ آذار عام 2012, وأُقيمت فعاليات هذا الحفل في حرمها الجامعي وعددٍ من الشوارع في مدينة هيرفورد.

### إعادة الهيكلة
ولقد شهد أواخر القرن العشرين العديد من عمليات إعادة الهيكلة قامت بها الكلية استجابة منها لمتغيرات سوق العمل، وبالتالي قد طورت ما تعلمه وتقدمه لطلابها. ولقد أثارت هذه التغيرات حفيظة بعض المعلمين والطلاب لأنها في اعتقادهم لم تكن في مصلحة الكلية. واقد أُثير جدلٌ حول قرار الكلية بتقليل دروس التدرب على البيانو والذي يعتبر مهنة سهلة وفي مقدور المكفوفين، كما تصاعدت المخاوف حيال التقليل في المناهج الدراسية المتبعة في الكلية لأن ذلك سيؤدي إلى أن يكون اتجاه الكلية رياضيًا لا أكاديميًا. وردًا على هذه المخاوف، جاء في البرنامج الإذاعي «إن تاتش» على القناة الإذاعية الرابعة في إذاعة البي بي سي في يوليو \ تموز عام 2008 على لسان مديرة الكلية آنذاك كريستين ستيدمان قائلةً لمستمعيها من المكفوفين أنه في الوقت ذاته الذي تقوم فيه الكلية بتقليل من المواد الدراسية في المستوى «أ», فإن الكلية تقوم بزيادة وتوفير مستويات دراسية أخرى، مثل المستوى «3 برايل» الذي يُدَرَسُ للمرة الأولى في الكلية. وأضافت ستيدمان بأن الكلية لا تحاول إلغاء المستوى «أ» ولكنها تحاول فقط أن تستجيب للمتطلبات الجديدة للطلاب التي تلوح في الأفق. وفي مقابلة أُجريت في يناير \ كانون الثاني عام 2010 مع المدير الحالي جيف دريبر الذي قال أن دروس التدريب على البيانو سوف تُدَرَسُ إذا كان هناك إقبال عليها، واقترح أن تقوم الكلية بفتح أبوابها للطلاب الأجانب حتى يزدد عدد الطلاب.

دخل مبنى " ذا بوينت فور", المجمع الرياضي و الترفيهي للكلية هذه الصورة أُخذت في يونيو \ حزيران في عام 2009 بعد فترة قصيرة من افتتاحه.

أدت هذه التغيرات إلى عدة عمليات لإعادة تنظيم الأقسام داخل الكلية، حيث أنه قد استغنت الكلية عن خدمات عدد كبير من هيئة أعضاء التدريس دون إبداءٍ للأسباب أو حتى سابق إنذار، وقد استبدلت بعضهم بالمتطوعين. وقد تذمر بعض المعلمين المستغنى عنهم على الطريقة التي أُنْهِيَتَ بها حياتهم المهنية في الكلية. ولقد دَعى كل من هيئة أعضاء التدريس بالكلية ومجلس الجامعات والكليات في يونيو \ حزيران عام 2008 إلى مصالحة بين مجلس الإدارة وهيءة أعضاء التدريس بالكلية. ولقد زعم إيان بيكفورد الذي تولى إدارة الكلية بشكل مؤقت بعد رحيل كريستين ستيدمان في حديثه عام 2009 لبرنامج «إن تاتش» قائلًا أن أجواء الكلية قد تغيرت وشكلت تحدٍ أمام الطلاب أو أعضاء هيئة التدريس الذين لا يزالون غير مقبلين على لقائه والتحدث عن مخاوفهم وقلقهم.
و في عام 2009 قد ازدادت المخاوف بسبب التكلفة العالية للمجمع الترفيهي التابع للكلية، وأيضًا بسبب تغير مصدر تمويل الطلاب ووُكِلَ إلى سلطات التعليم المحلي بعدبد أن كان من اختصاص مجلس التعليم والمهارات. ويقدر ما تواجهه الكلية من عجر في عام 2009 بما يقرب من 500,000 جنيه استرليني، وعبَّر القائمين على حسابات الكلية عن شكهم في قدرة الكلية على المواصلة والبقاء. وبخصوص ذلك قال إيان بيكفورد أن معظم تكاليف المجمع الترفيهي «ذا بوينت فور» كان مصدرها التبرعات. أن مشكلة العجز المالي هذه قد حُلَّت عن طرق التخلص من الكماليات واتباع سياسة التقشف. وفيما يتعلق بمخاوف المحاسبين المالين قال بيكفورد أنه في أعقاب الأزمة المالية أصبح المحاسبون الماليون أكثر ميلًأ للإدلاء بمثل هذه التصريحات غير الدقيقة حول مستقبل المنظمات، ولهذا فهم كثيرًا ما يصدروا مثل هذه التحذيرات لكي يحموا موقفهم ويخلوا طرفهم.

## التقنية المساعدة
تشارك الكلية بنشاط في تطوير واستخدام التقنية المُساعدة لمساعدة المكفوفين في حياتهم اليومية. مثلا بالتعاون مع البرمجيات الأمريكية، أنتجت الكلية جهاز T3(الجهاز اللوحي الناطق الملموس)وهو جهاز حساس لاللمس لتفسير الصور اللمسية كالرسوم البيانية والجداول والخرائط. الجهاز يتصل بالحاسب الاّلي ويعمل ببرنامج على قرص صلب، ويحتوي على سطح حساس لاللمس يُصدر أيقونات ملموسة تُنتجُ تنبيهاتٍ صوتية عند الضغط عليها. طُوِر َالجهاز ابتداءً للأغراض التعليمية ولكن يمكن استخدامه لأغراض أخرى . وفي عام 2005, أصبح متحف ومعرض هِرِفِد للفن أول المستثمرين في هذه التقنية في المملكة المتحدة. لاحقاً تم تسويق جهاز T3 اللوحي عالمياً بمساعدة هيئة التجارة والاستثمار في المملكة المتحدة التي بادرت بوضع برنامج تدريبي لاعطاء المصدرين الجدد التدريب والتخطيط والدعم اللازم لانجاح تسويق الجهاز في أسواق ما وراء البحار.
وكان للكلية الريادة- بوساطة ارنست بات - في تطوير اّلة ماونت باتن وهي طابعة مزخرفة واّلة اليكترونية لطريقة كتابة برايل. وبدأ العمل على مشروع اّلة ماونت باتن عقب وصية الراحل اللورد لويس ماونت باتن ورغبته في تطوير جهاز برايل حديث، منخفض تكلفة الإنتاج ومتنقل. وتوافر الجهاز منذ العام 1991  وصَنَّعتهُ شركة أسترالية بتقنية الكمّ. في بداية التسعينيات، اخترع المحاضران في الكلية كليف ايليس وتوني لاركن أداة الهوبل، وهي أداة تشبه الطوق لمساعدة المكفوفين على الحركة ولها دور مماثل للعصا البيضاء ولكنها مصممة للاستخدام في المناطق الريفية والأراضي غير الممهدة. وصمم نيجل بري المحاضر بالكلية منهاج برايل لبصمة الأصابع. والذي نُشر لأول مرة عام 1993 وانتشر الاّن انتشاراً سريعاً لتعليم المبتدئين الكبار لمس وقراءة وكتابة المستوى الثاني من طريقة برايل.
وتُساهم الكلية في مشروع الروبوبرايل الذي يتيح لمستخدمي الأنترنت المكفوفين ترجمة النصوص إلى طريقة برايل وصيغة MP3 الصوتية عن طريق البريد الألكتروني. النظام الذي طُوِّرَ في الدانمارك وأُطلق في يونيو 2006 وفاز في عام 2007 بجائزة المجتمع البريطاني للحاسب الاّلي لمشاريع المساهمة الاجتماعية. وفي عام 2009 طور محاضر الكلية توني سيلز نظام فينوكس وهي مشابهة لنظام تشغيل الحاسبات لينوكس ويستطيع المكفوفون الحصول عليها بسهولة.

## الأنشطة الجانبية

كلية رويال ناشونال كوليدج هي أول أكاديمية لكرة القدم ولللاعبين المكفوفين. وأكاديمية كرة القدم هذه قد افتتحها رسميًا لاعب كردة قدم سابق اسمه سير تريفور بروكنج في أغسطس \ آب عام 2008 وأعطى بذلك فرصةً للطلاب المكفوفين أن يتمكنوا من ضم كرو القدم لبرنامجهم الدراسي مع التطلع إلى لعب كرة القدم في مبارايات دولية. وتعتبر هذه الكلية هي الموطن الأول والرئيسي لفريق كرة القدم المكفوفين الإنجليزي، والمدعوم من قبل الإتحاد الإنجليزي لكرة القدم، وقام بتدريبه لاعب كرة القدم المحترف السابق طوني لاركن. وفي هذه اللعبة يكون عدد كل فريق 5 لاعبين ويستخدمون كرة بها كرات حديدة صغيرة ليتمكنوا من سماعها ويتعرفوا ويسهل عليهم تحديد مكانها. الفريق الواحد به 4 لاعيبن مكفوفين وحارس مرمى مبصر يتشارك هو والمدرب في تحديد الاتجاهات بالإضافة إلى مرشد مبصر يقف خلف شباك عارضة الخصم. وتساهم الكلية في تطوير دوري كرة قدم للمكفوفين. ولقد استضافت الكلية في عام 2010 بطولة العالم في كرة القدم للمكفوفين في حرمها الجامعي. انطلقت البطولة في يوم السبت 12 أغسطس \آب بالمبارة الافتتاحية بين انجلترا وإسبانيا، وكان الفوز حليف البرازيل في المبارة النهائية في 22أغسطس \ آب أمام إسبانيا بواقع 0—2 لصالح البرازيل. ولقد سافر أعضاء فريق كرة القدم للمكفوفين الإنجليزي إلى لوس أنجلوس في نوفمبر \ تشرين ثاني عام 2011 لتشجيع هذه الرياضة في الولايات المتحدة، وشارك في التدريب ليوم واحد مع كابتن منتخب انجلترا السابق ديفيد بيكهام. وقد تم تنظيم هذه الرحلة من قبل سلسلة سوبر ماركت سينسبري.
بالإضافة إلى لعبة الكريكيت للمكفوفين، والتي لا تختلف عن لعبة الكريكيت التقليدية إلا ان مضاربها أكبر والكرة لونها أبيض حتى يتسنى لللاعبين رؤيتها بسهولة ووضوح، وللكلية فريقها الخاص في هذه اللعبة، والذي يشارك في الرياضات الربيطانية للمكفوفين والدوري الوطني للعبة الكريكيت. كما يوجد أيضًا رياضة التصويب باستخدام الصوت. وفيه تستخدم بنادق هواء مزودة بخلايا كهروضوئية التي تعمل على تحويل الضوء المنعكس من الأهداف إلى صوت يسمع.
فضلًا عن كرة القدم والكريكيت والتصويب باستخدام البنادق، طلاب هذه الكلية في مقدورهم أيضًا المشاركة في العديد من الرياضات الأخرى مثل ركوب الخيل والبولينج رفع الاثقال وفنون الدفاع عن النفس. وبعيدًا عن الرياضة، فهناك أيضًأ الكثير من الأنشطة التنوعة مثل الرسم والتصميم صناعة الخزف الدراما والمسرح والرقص والتصوير والبستنة. وهناك رحلات التسوق والرحلات إلى السينما والمسرح، وتشمل النوادي والجمعيات ناد لتناول الطعام والفرقة الخاصة بالكلية.

## خريو الكلية المشهورون

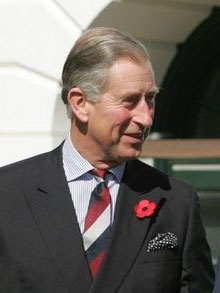
كانت الكلية تحت رعاية الأمير تشالز منذ عام 1997.

الكلية هي منظمة خيرية ومسجلة لدى مفوضية المؤسسات الخيرية، وهي الهيئة الحكومية التي تشرف على الجمعيات الخيرية في إنجلترا وويلز. وللكلية العديد من الأنصار الباريزين ومنهم الأمير تشارلز، ولايزال هو الراعي الرسمي والحالي للكلية منذ أن تولى هذا المنصب في 1997. والمدير الحالي للكلية هي جسيكا وايت، وهناك العديد من الشخصيات البارزة التي تشغل منصب نائب المدير للكلية، ومنهم أساقفة كانتربري ورئيس أساقفة يورك ورئيس أساقفة وستمنستر والكونتيسة مونتباين من بورما ومايكل بويرك. وفي عام 2008 أصبح فريق كرة القدم للمكفوفين الإنجليزي تحت رعاية كل من مذيع البي بي سي الرياضي جابي لوجان والكاتب ديس كيلي.
و منذ أن خرج منصب إدارة الكلية من عائلة كامبل في 1934, انتقل المنصب إلى آخرين من الشخصيات الفردية، ومنهم لانس مارشال الذي تولى الإدارة في الوقت الذي انتقلت فيه الكلية غلى حرمها الجامعي في مدينة هيرفورد عام 1978, وتبعه كولين سميث ومن بعده روزين بورج. ومن بعد ذلك ذهب المنصب إلى كريستين ستيدمان التي أشرفت على عملية إعادة الهيكلة أثناء فترة توليها لمنصب الإدارة في أواخر الألفينيات. ولقد ثَبُتَ أنها لم تكن على وفاق لا مع المعلمين ولا الطلاب، وقدمت استقالتها في نوفمبر \ تشرين ثاني عام 2008. ثم عين جيف درابر، وهو عقيد سابق في الجيش البريطاني، ولقد تولى منصبه في 7 ديسمبر \ كانون أول عام 2009. وتشغل شيلا تولِن هذا المنصب حاليًا بعد أن خَلِفَتْ درابر في سبتمبر \ أيلول عام 2011.
و من الخريجين المشهورين ديفيد بلانكيت، السياسي بحزب العمال البريطاني ووزير الداخلية الأسبق، والفريد هولينز الملحن وعازف الأورج الإنجليزي. جايلز ماكينلي الذي اشتهر وتألق في الإعلان التللفزيوني الرائد «سوزا تكيلا» في 1990 كان أيضًا أحد طلاب هذه الكلية. فضلًا عن الممثل رايان كيلي الذي أصبح في عام 1997 أول كفيف وفاقد للبصر كليًا يلتحق بمدرسة بريستول أولد فيك للفنون المسرحية، ولعب دور «جاك» في أحد البرامج الإذاعية في رايدو القناة الرابعة. وأيضًا أنتوني كابس راكب الدراجة الهوائية في فئة ذوي الإعاقات كان من طلاب هذه الكلية.